# Simon Rožman
Simon Rožman (Celje, 6 aprile 1983) è un allenatore di calcio ed ex calciatore sloveno, tecnico dell'Osijek.

## Carriera

### Giocatore
Cresciuto nelle giovanili del Celje, debutta con i Rumeno-modri il 2 maggio 2000 subentrando a Veliče Šumulikoski nel match di campionato perso in casa del Gorica (4-0), disputando così la sua unica partita in prima squadra.

### Allenatore
Inizia la carriera da tecnico nel Celje, per poi, nel settembre 2016, sostituire Luka Elsner alla guida del Domžale. Con i Ravbari vince la Coppa di Slovenia 2016-2017, la seconda nella storia del club, superando in finale l'Olimpia Lubiana (1-0). Il 3 settembre 2019, dopo tre anni alla guida dei Gialloblù, ufficializza le dimissioni dall'incarico.
Il 23 settembre 2019 viene ufficializzato sulla panchina del Rijeka, colmando il vuoto provocato dalle dimissioni di Igor Bišćan. Con la squadra fiumana vince la Coppa di Croazia 2019-2020, superando in finale la Lokomotiva Zagabria (1-0). Il 27 febbraio 2021, dopo aver perso in casa per 1-0 il derby dell’Adriatico contro l'Hajduk Spalato, rassegna le dimissioni da allenatore dei Riječki bijeli.
Il 20 marzo 2021 viene ufficializzato il suo passaggio al Maribor, dove sostituisce Mauro Germán Camoranesi. Sei mesi dopo rassegna le dimissioni, concludendo la sua avventura nei Vijoličasti dopo 23 partite ufficiali (10 vittorie, 3 pareggi e 10 sconfitte).
Il 1º gennaio 2022 prende nuovamente le redini della panchina del Celje. Il 1º giugno scioglie consensualmente il contratto che lo lega ai Rumeno-modri per poi, il giorno seguente, venire ingaggiato nuovamente dal Domžale.
Il 3 agosto 2023 si accasa al Sarajevo firmando un contratto biennale. Otto giorni dopo, in occasione della vittoria casalinga di campionato ai danni del Posušje (3-0), esordisce sulla panchina dei Bordo-Bijeli. Il 12 giugno 2024, su sua iniziativa, rescinde consensualmente il contratto con il club.
Il 20 marzo 2025 succede a Federico Coppitelli la guida dell'Osijek. Debutta sulla panchina dei Bijelo-Plavi nove giorni dopo, in occasione della sconfitta di campionato contro l'Istria 1961 (2-1).

## Palmarès

### Allenatore

#### Competizioni nazionali
- Coppa di Slovenia: 1

Domžale: 2016-2017
- Coppa di Croazia: 1

Rijeka: 2019-2020